# Estação de Shibuya
A Estação de Shibuya (渋谷駅, Shibuya-eki) é uma estação férrea em Shibuya, Tóquio, operada em conjunto pela East Japan Railway Company (JR East), pela Keio Corporation, pela Tōkyū Corporation, e pelo Metrô de Tóquio. Recebe cerca de 2.4 milhões de passageiros todos os dias, é a segunda estação mais mais movimentada do Japão e do mundo (atrás apenas de Shinjuku). Ela lida com o tráfego entre a área central e os subúrbios do sul e oeste.

## História
A Estação de Shibuya abriu em 1 de março de 1885 como uma parada na Linha Shinagawa, uma predecessora da atual Linha Yamanote. A estação depois foi expandida para acomodar a Ferrovia Tamagawa (1907; fechada em 1969), a Linha Toyoko (1927), a Linha Teito Shibuya (1 de agosto de 1933; atual Linha Inokashira), a Tōkyō Rapid Railway (1938; começou operando junto com a Linha Ginza em 1939 e acabou sendo absorvida em 1941), a Linha Den-en-toshi (1977), a Linha Hanzōmon (1978) e a Linha Fukutoshin (2008). Entre 1925 e 1935, um cão da raça Akita chamado Hachiko esperou por seu falecido mestre Hidesaburō Ueno, sempre aparecendo na estação na hora que seu trem chegava. Sua estátua está nas adjacências da estação. Em 1946, o infame Incidente de Shibuya, uma briga de gangues envolvendo centenas de pessoas, aconteceu na frente da estação

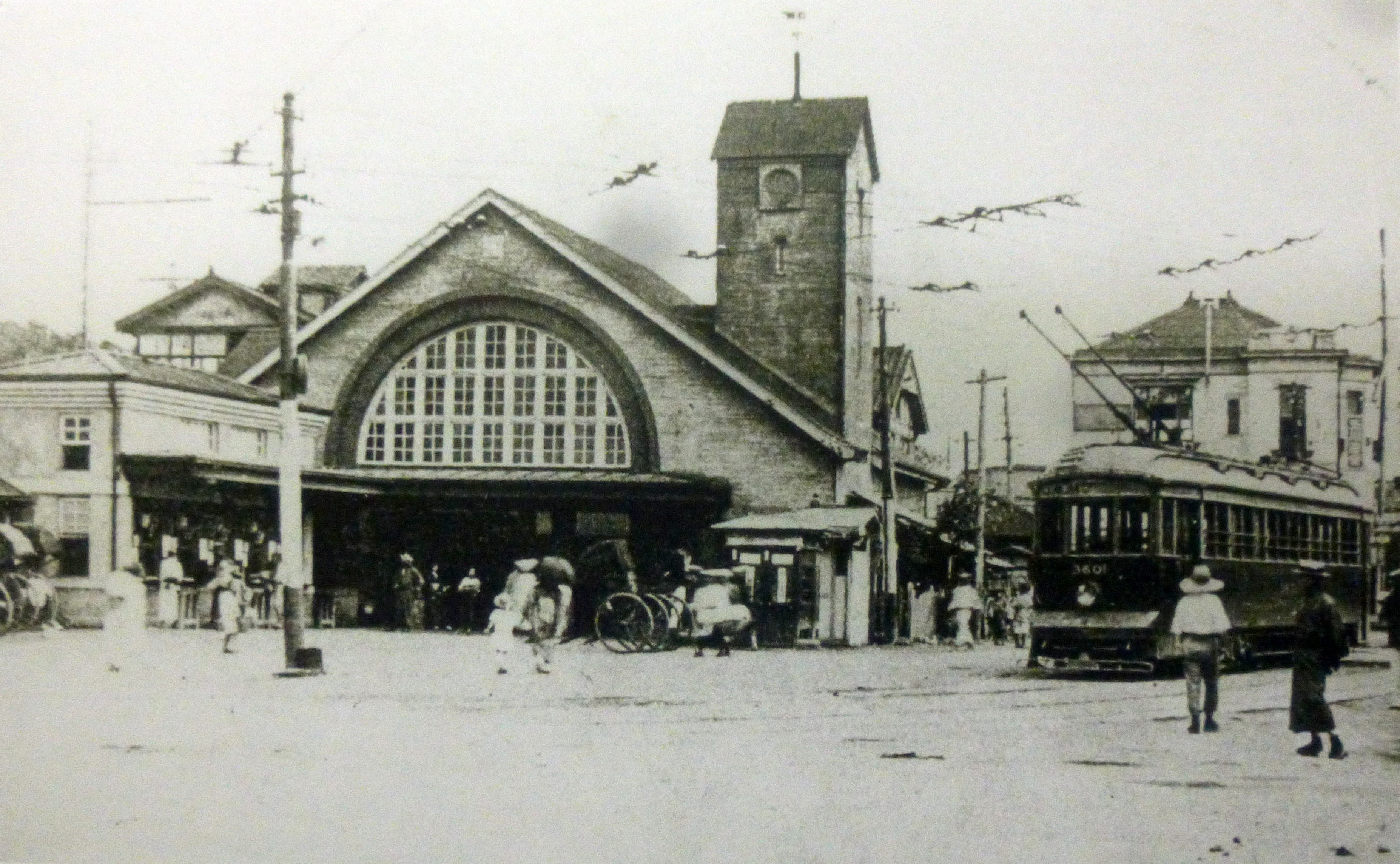
No início dos anos 1920
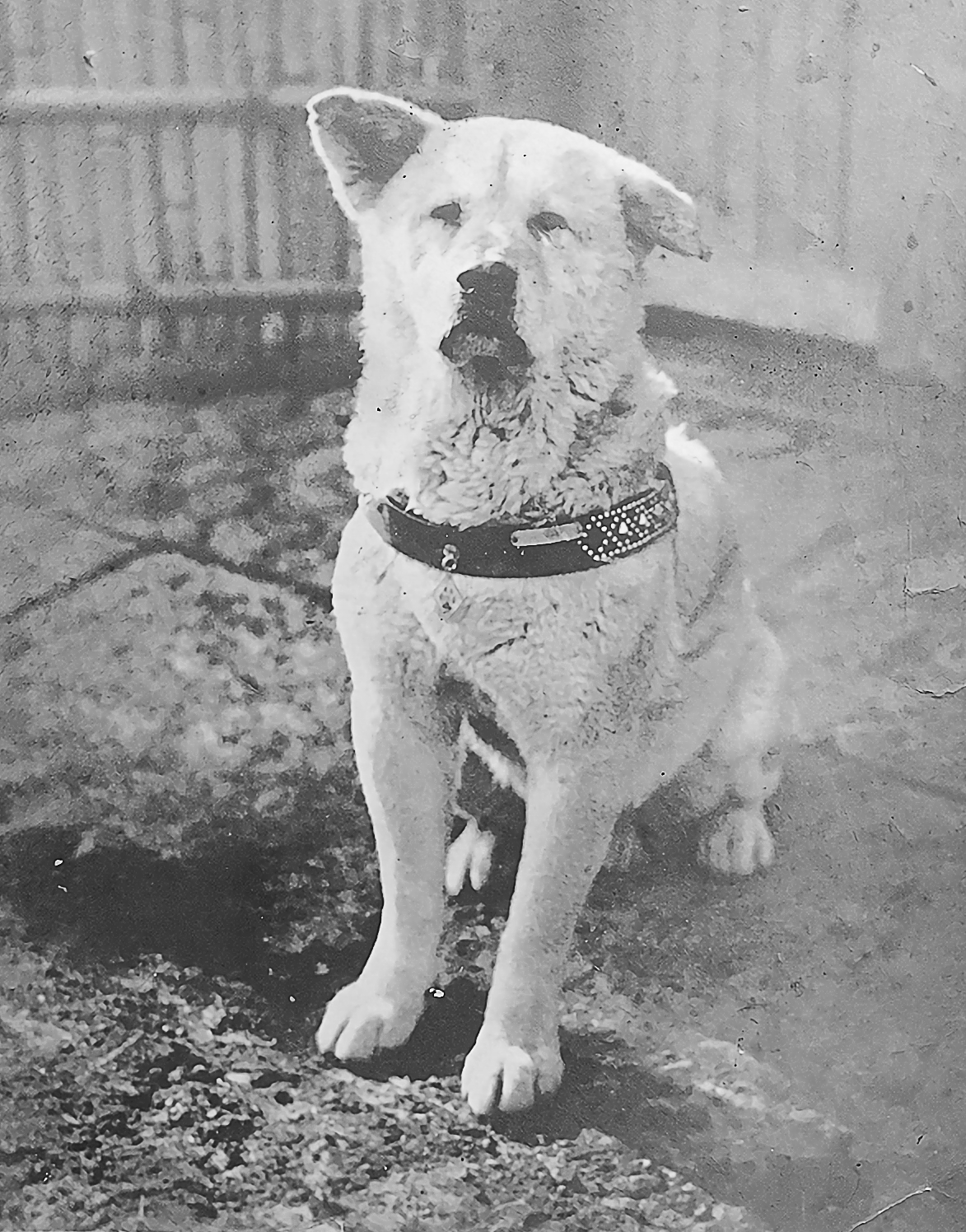
Hachikō
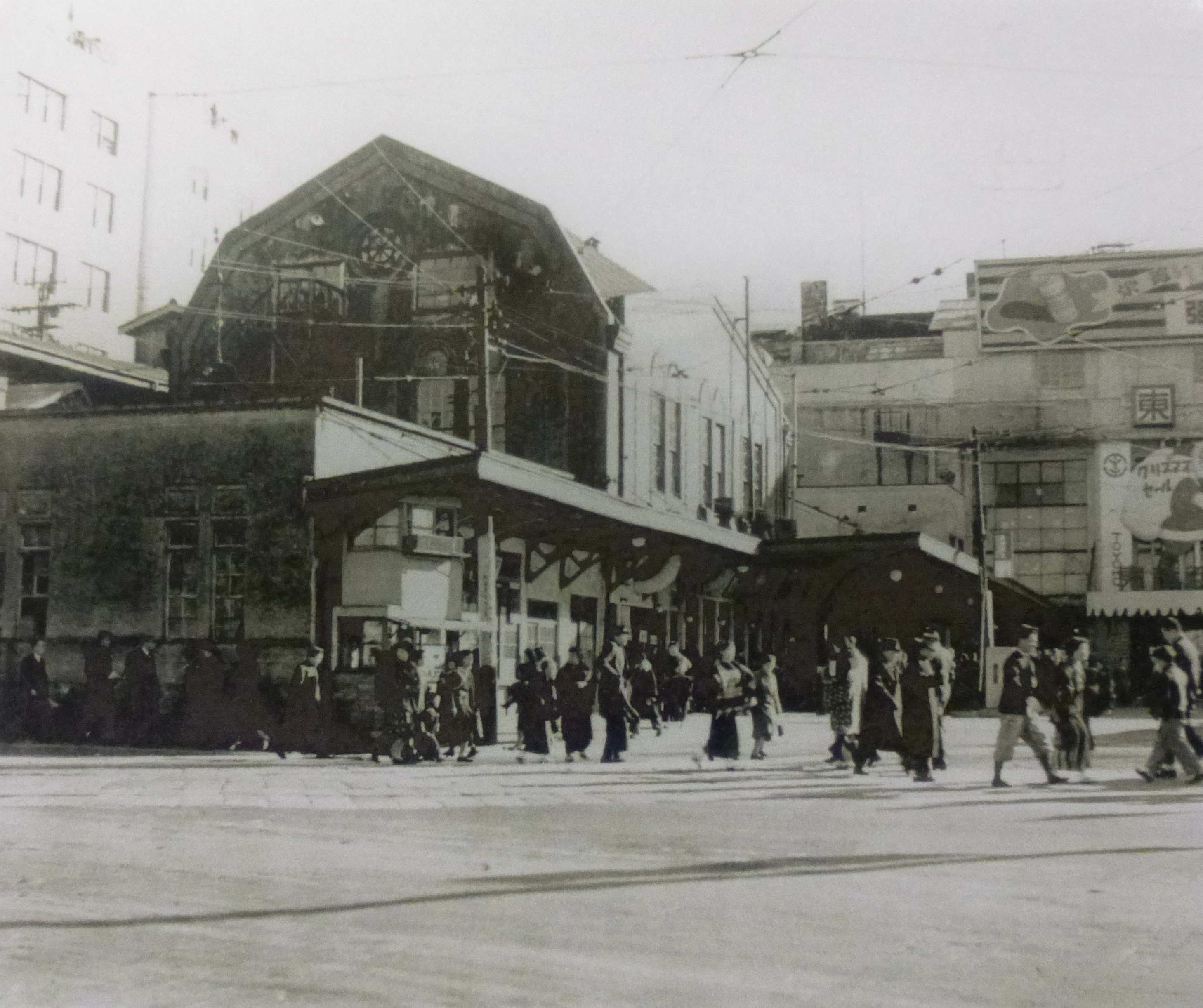
Em 1951
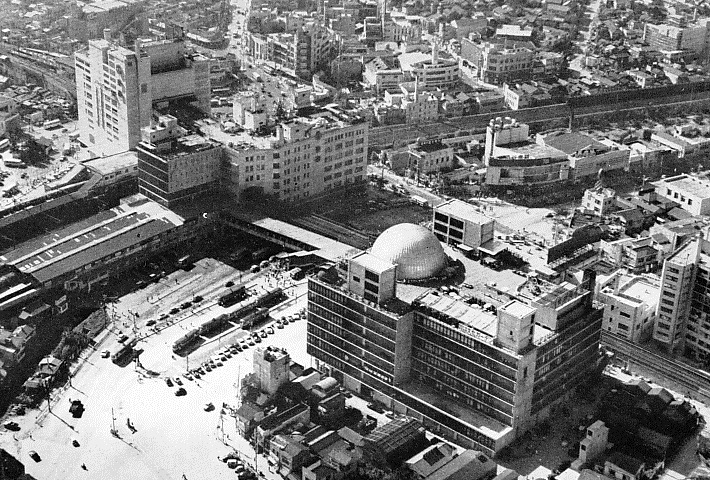
Por volta de 1960

## Linhas

### JR East
Linha Saikyō [ja] /  Linha Shōnan-Shinjuku (Linha de Frete Yamanote) - também usada por trens da Narita Express [ja]
 Linha Yamanote - tem uma configuração incomum de plataforma, com ambos os trilhos no mesmo lado (leste) das plataformas

### Linhas Privadas

#### Keio Corporation
● Linha Keio Inokashira [ja] - terminal

#### Tōkyū Corporation
Linha Tōkyū Den-en-toshi [ja] - em serviço junto com a Linha Hanzomon do Metrô de Tóquio
 Linha Tōkyū Tōyoko [ja] - em serviço junto com a Linha Fukutoshin do Metrô de Tóquio

### Metrô
Linha Ginza do Metrô de Tóquio - terminal
 Linha Hanzomon do Metrô de Tóquio - em serviço junto com a Linha Den-en-toshi da Tōkyū
 Linha Fukutoshin do Metrô de Tóquio - em serviço junto com a Linha Tōyoko da Tōkyū

## Layout da estação

### JR East

#### Plataformas

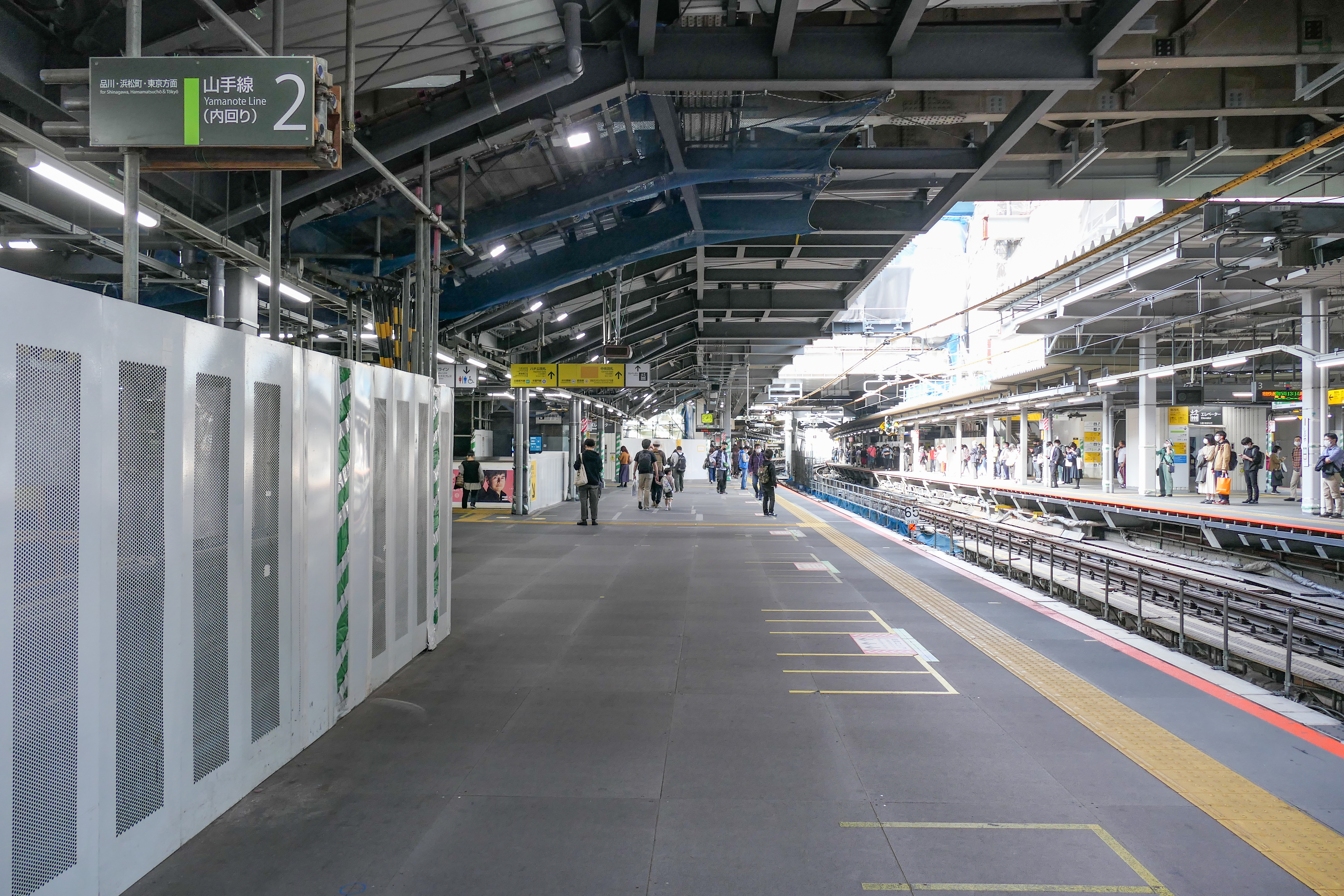
Plataforma da Linha Yamanote, outubro de 2022

A Linha Yamanote é servida por plataformas laterais com dois trilhos. A Linha Saikyō e a Linha Shonan-Shinjuku são servidas por uma plataforma central com dois trilhos. A plataforma da Linha Saikyō é localizada ao sul das plataformas da Linha Yamanote, há aproximadamente 300 metros de distância
| 1 | ■ Linha Yamanote                   |  | por Shinagawa e Tóquio |
| 2 | ■ Linha Yamanote                   |  | por Shinjuku, Ikebukuro [ja] e Ueno [ja]                                                                                           |
| 3 | ■ Linha Saikyō                     |  | por Shinjuku, Akabane [ja] e Ōmiya [ja]                                                                                            |
| 3 | ■ Shōnan-Shinjuku                  |  | por Shinjuku, Ōmiya e: - Kumagaya [ja] e Takasaki [ja] via Linha Takasaki [ja] - Oyama e Utsunomiya [ja] via Linha Utsunomiya [ja] |
| 4 | ■ Linha Saikyō e Linha Rinkai      |  | por Osaki [ja] e Shin-kiba [ja] |
| 4 | ■ Linha Shōnan-Shinjuku            |  | por Musashi-Kosugi [ja], Yokohama [ja] e: - Odawara [ja] via Linha principal Tōkaidō - Zushi [ja] via Linha Yokosuka [ja]          |
| 4 | ■ Expresso Limitado Narita Express |  | por Aeroporto de Narita |

#### Saídas
Saída Hachikō (ハチ公改札, Hachikō kaisatsu)
No lado oeste, nomeada assim porque é próxima à estátua do famoso cão Hachikō e é próxima ao Cruzamento de Shibuya; É a saída favorita para pessoas que se encontram na estação (geralmente em torno da estátua de Hachikō).
Saída Tamagawa (玉川改札, Tamagawa kaisatsu)
No lado oeste, de frente para o edifício da Linha Keiō Inokashira. O nome deriva da estrada de ferro de Tamagawa, chamada assim até 1969.
Saída Central (中央改札, Chūō kaisatsu)
Está localizada no centro da Linha Yamanote e há cerca de 100 metros em direção a Shinjuku das linhas Saikyō e Shōnan-Shinjuku, no terceiro andar. Tem elevadores e escadas rolantes e é permitida troca com as linhas Ginza e Keiō Inokashira.
Saída Sul (南改札, Minami kaisatsu)
Permite que você saia do lado leste ou oeste, e está localizado no subsolo, diretamente abaixo da Linha Yamanote na direção de Ebisu (sul). Esta entrada é livre de barreiras arquitetônicas e dá acesso ao terminal rodoviário leste e oeste.
Nova Saída Sul (新南改札, Shin-Minami kaisatsu)
É a mais próxima das linhas Saikyō e Shōnan-Shinjuku, e é diretamente conectada ao hotel Metz Shibuya.

### Metrô de Tóquio / Tōkyū

#### Linha Hanzōmon e Linha Tōkyū Den-en-toshi

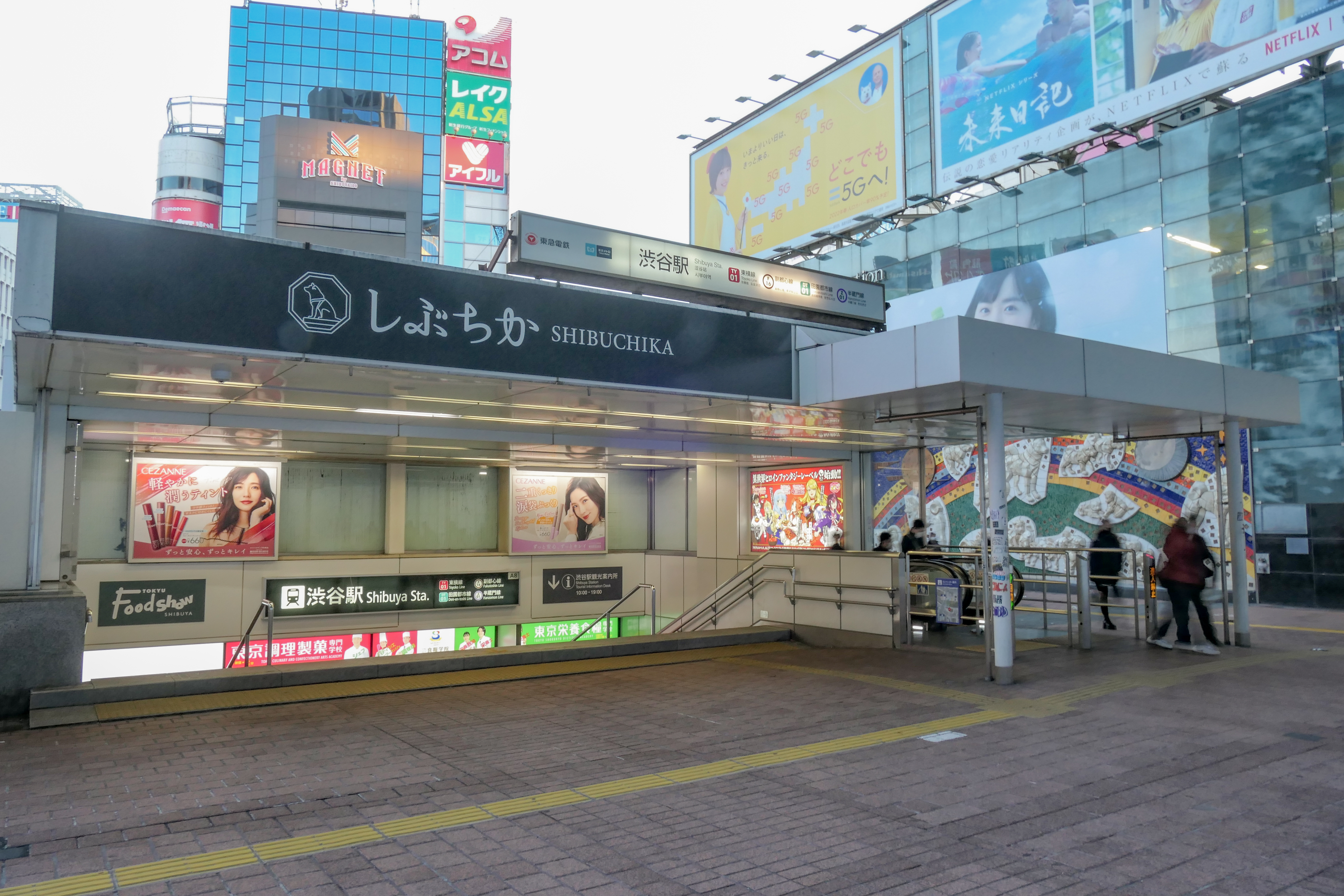
Entrada da estação subterrânea de metrô

A Linha Tōkyū Den-en-toshi e a Linha Hanzōmon do Metrô de Tóquio compartilham a mesma estação de metrô para serviços diretos, localizada diretamente sob o cruzamento de Shibuya. A estação tem dois trilhos laterais com uma plataforma central.
| 1 | ■ Linha Tōkyū Den-en-toshi |  | por Futako-Tamagawa [ja], Nagatsuta [ja] e Chūō-Rinkan [ja]                                                          |
| 2 | Linha Hanzomon             |  | por Ōtemachi [ja], Oshiage [ja] e, via Linha Tōbu Isesaki [ja], Kuki e, Linha Tōbu Nikkō [ja], Minami-Kurihashi [ja] |

#### Linha Tōkyū Toyoku e Linha Fukutoshin

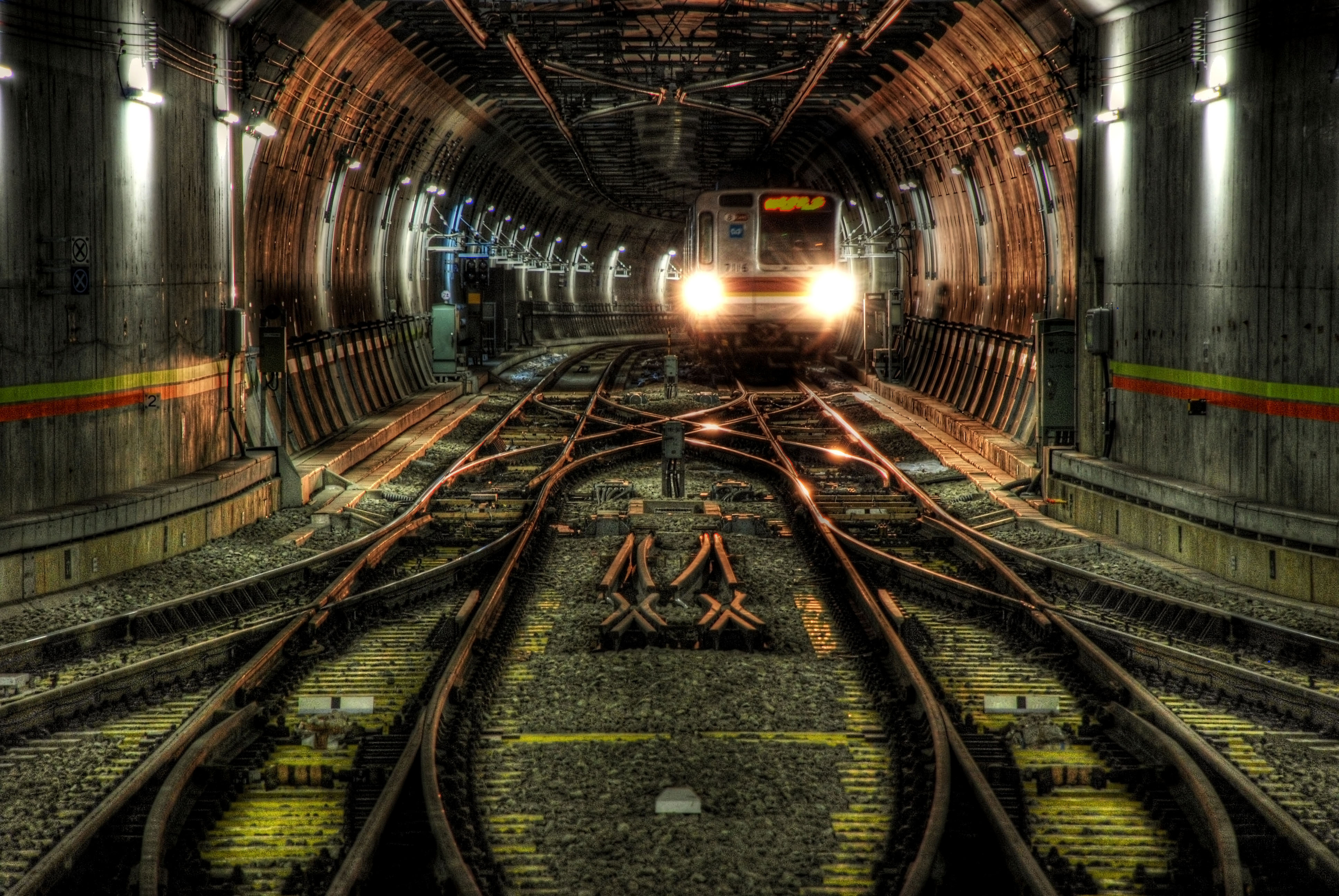
Trem chegando na estação subterrânea da Linha Fukutoshin

A estação de metrô de Fukutoshin foi inaugurada em 2008 e foi integrada com a Linha Tōkyū Tōyoko em 16 de março de 2013. Possui 4 faixas passadas com duas plataformas centrais. É uma das estações mais profundas de Tóquio.
| 3-4 | ■ Linha Tōkyū Tōyoko | por Naka-Meguro [ja], Jiyūgaoka [ja], Yokohama [ja] e, via Linha Minatomirai [ja], Motomachi-Chūkagai [ja]                                          |
| 5-6 | Linha Fukutoshin     | por Shinjuku-sanchōme [ja], Ikebukuro [ja], Wakōshi [ja] e, via Linha Tōbu Tōjō [ja], Kawagoeshi [ja] e, via Linha Seibu Ikebukuro [ja], Hannō [ja] |

#### Linha Ginza

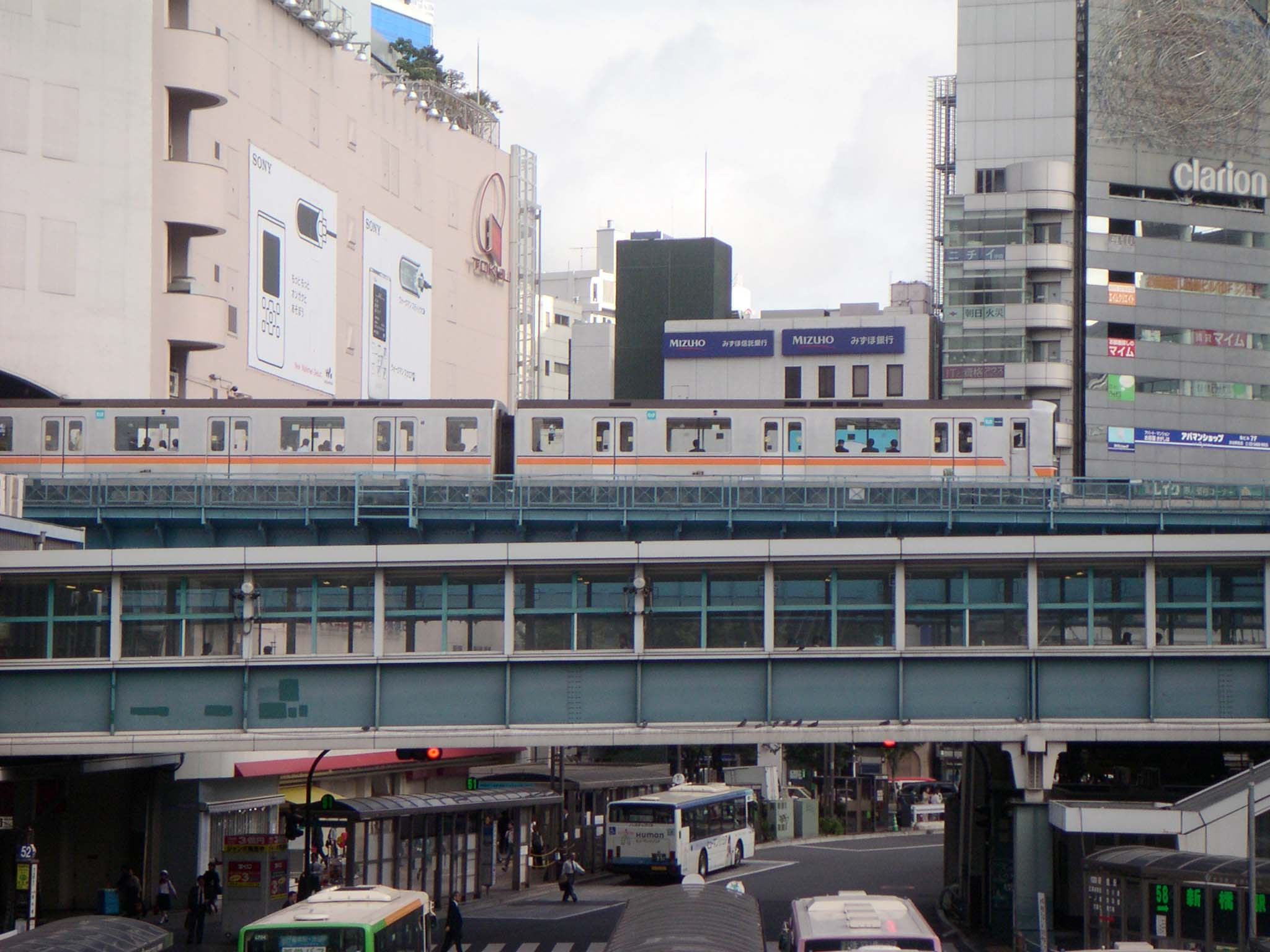
Um trem da Linha Ginza passando por um viaduto

A Linha Ginza chega à superfície em seu terminal de Shibuya. A estação consiste em duas trilhos centrais, com plataforma dupla. Uma das quais é usada apenas para a descida dos passageiros.
| 1 | Linha Ginza |  | Apenas descida de passageiros                             |
| 2 | Linha Ginza |  | por Akasaka-Mitsuke [ja], Ginza [ja], Ueno [ja] e Asakusa |

### Keiō Corporation

#### Linha Keiō Inokashira

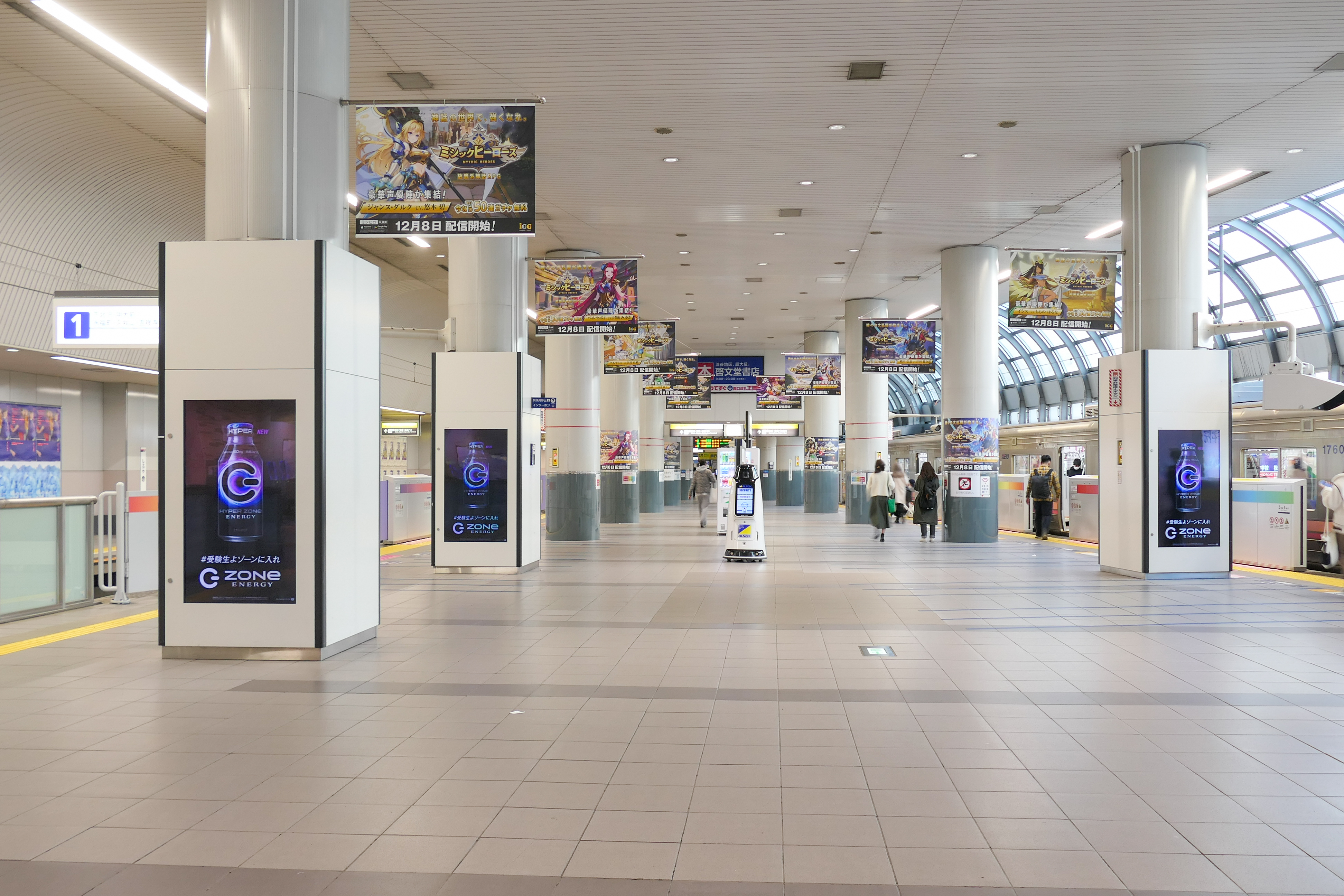
Plataforma da Linha Inokashira em dezembro de 2022

A Linha Keiō Inokashira termina na estação de Shibuya. A plataforma está diretamente conectada à Linha Yamanote da JR por um corredor com paredes de vidro que permitem que você veja o cruzamento de Shibuya lá fora.
| 1-2 | ■ Linha Keiō Inokashira |  | por Shimo-Kitazawa [ja], Meidaimae [ja], Eifukuchō [ja] e Kichijōji [ja] |

## Instalações ao redor da estação

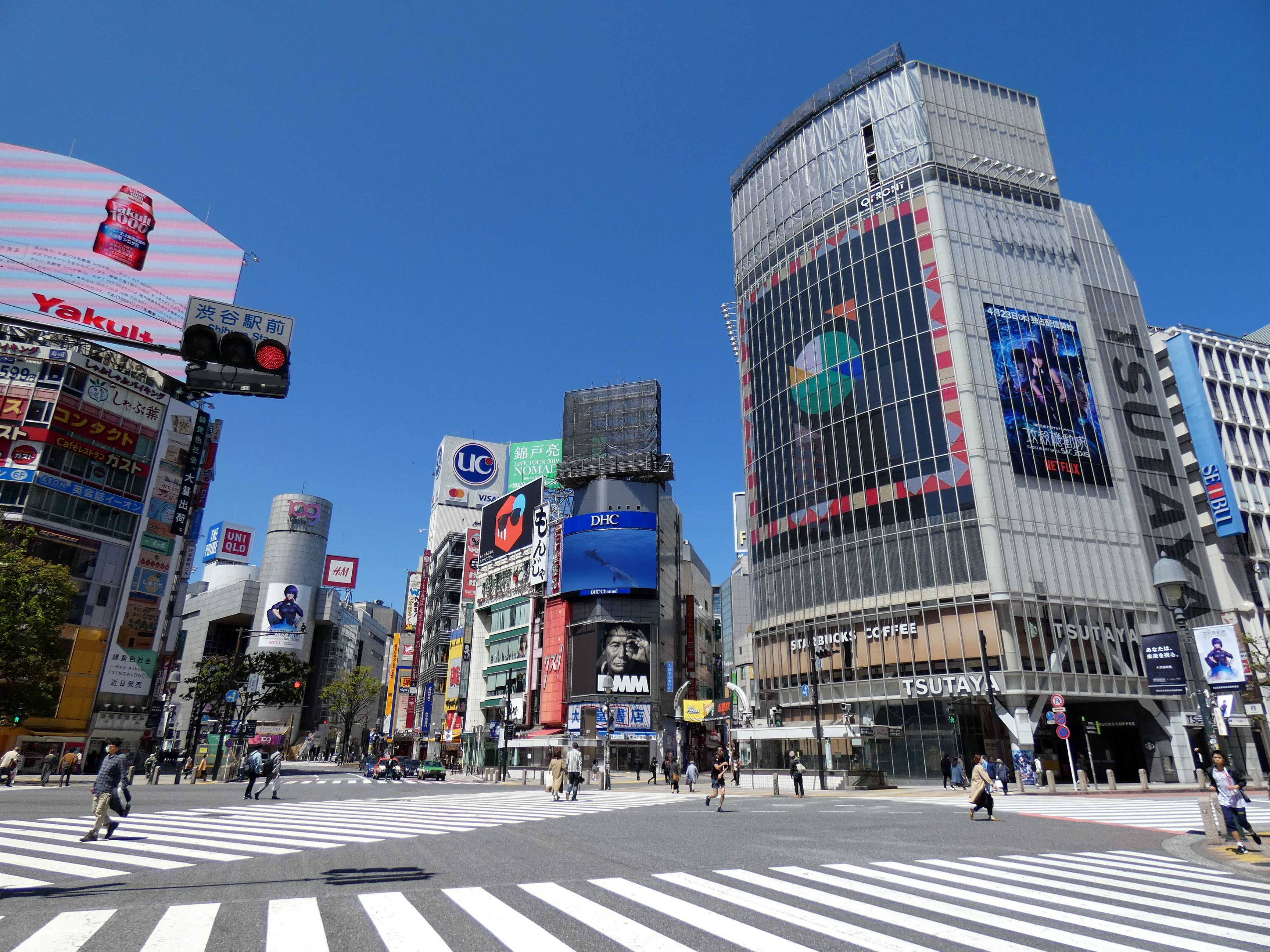
Cruzamento de Shibuya

- Cruzamento de Shibuya (Shibuya Scramble Crossing)
- Shibuya 109 [ja]
- Shibuya Hikarie [ja]
- Shibuya Mark City [ja]
- NHK Hall
- NHK Broadcast Center [ja]
- Shibuya Reer [ja]
- Parque Miyashita [ja]
- Universidade de Aoyama Gakuin [ja]